# Game Jackal
Game Jackal es un programa de PC desarrollado por la compañía irlandesa SlySoft. Permite a los usuarios abrir videojuegos sin la necesidad de que su disco CD o DVD se encuentre insertado en la unidad del equipo.

## Funcionamiento
La aplicación funciona de forma similar a una unidad virtual, sin embargo, en lugar de hacer uso de grandes imágenes de disco, Game Jackal utiliza un formato propietario que ocupa un considerable espacio de almacenamiento menor, incluyendo únicamente la captura de datos que requiere el juego para su ejecución.
Game Jackal funciona mediante el establecimiento de un perfil de juego que se utiliza para almacenar todos sus datos relevantes. Para empezar, una copia original del producto es necesaria para permitir que la herramienta logre 'capturar'  con éxito el juego para su posterior utilización. Si el primer intento de capturar un perfil no resultó funcionar, puede ser realizado de nuevo: Lo que finalmente pueda recoger lo agrega al perfil.

## Legal
La legalidad de Game Jackal es constantemente discutida. Sus autores afirman que la usabilidad del programa es completamente legítima por las siguientes afirmaciones.
- Los perfiles están diseñados para ser creados a partir de copias originales de los juegos en CDs.
- Los perfiles no pueden ser distribuido al público.
- El programa no realiza ninguna modificación al contenido del juego o a sus datos.

En enero de 2007, la empresa Jacal Consulting anunció que Game Jackal ya no estaría disponibles para la venta tras circunstancias fuera de su control, conllevando al posterior cierr de su sitio web oficial. De acuerdo a varios comunicados de prensa, esto se debió a los cambios en la legislación de los derechos de autor en Australia, que entraron en vigor el 1 de enero de 2007.
Tres meses después, la aplicación termina siendo adquirida por SlySoft, lanzando la edición 'SlySoft Game Jackal Pro' el 2 de junio de 2007.